# Elisabeta (mama lui Ioan Botezătorul)

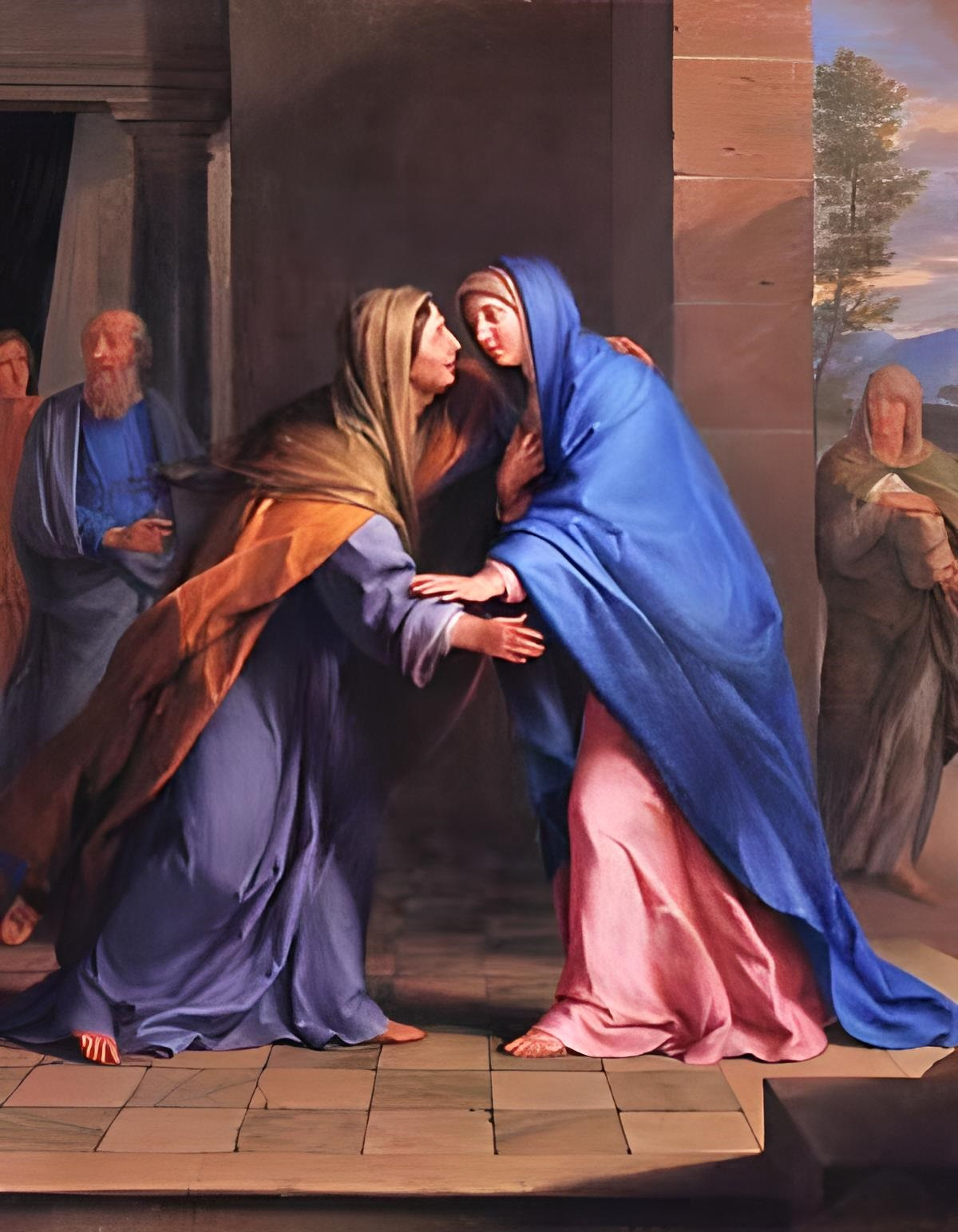
Vizita Fecioarei Maria la Elisabeta, pictură de Philippe de Champaigne

Elisabeta a fost verișoara și confidenta Mariei (mama lui Isus), soția rabinului Zaharia ) (Evanghelia după Luca 1:5, 1:13, 1:36).  La vârstă înaintată, după ce pierduse orice speranță de a mai avea copii, lui Zaharia i s-ar fi înfățișat Arhanghelul Gabriel, care l-a anunțat că soția lui, Elisabeta, va naște un copil, proorocire care s-ar fi adeverit (așa susține evanghelia). Copilul a devenit ulterior Ioan Botezătorul. 
Soții Elisabeta și Zaharia au locuit în satul Ein-Kerem, la 4-5 km vest de Ierusalim.
Mănăstirea franciscană actuală din Ein-Kerem este construită deasupra grotei unde se crede că s-ar fi născut Ioan Botezătorul, iar biserica Visitatio Mariae pe locul fostei case a perechii Elisabeta și Zaharia, unde Maria ar fi vizitat-o pe verișoara Elisabeta. 
Într-o vale de lângă Ein-Kerem există și o mică mănăstire (Sf.Ioan în sălbăticie), pe locul unde Ioan Botezătorul ar fi petrecut câțiva ani. 
Conform tradiției, Elisabeta și Zaharia ar fi fost înmormântați în localitatea Sebastia, la cca 15 km nord-vest de Nablus (în Cisiordania, teritoriu administrat actualmente de Autoritatea Națională Palestiniană).